# Villafranca di Verona
Villafranca di Verona is een gemeente in de Italiaanse provincie Verona (regio Veneto) en telt 30.521 inwoners (31-12-2004). De oppervlakte bedraagt 57,4 km2, de bevolkingsdichtheid is 532 inwoners per km2. Het gelijknamige vliegveld wordt zowel voor burgerdoeleinden gebruikt (voor de stad Verona), als voor militaire.
De volgende frazioni maken deel uit van de gemeente: Quaderni, Pizzoletta, Rosegaferro, Dossobuono, Caluri, Rizza, Alpo.

## Demografie
Villafranca di Verona telt ongeveer 11465 huishoudens. Het aantal inwoners steeg in de periode 1991-2001 met 8,6% volgens cijfers uit de tienjaarlijkse volkstellingen van ISTAT.
| Jaar | Inwoneraantal |
| ---- | ------------- |
| 1991 | 27.036        |
| 2001 | 29.353        |

## Geografie
De gemeente ligt op ongeveer 54 m boven zeeniveau.
Villafranca di Verona grenst aan de volgende gemeenten: Castel d'Azzano, Mozzecane, Povegliano Veronese, Sommacampagna, Valeggio sul Mincio, Verona, Vigasio.

## Geboren
- Rinaldo van Villafranca (tussen 1288 en 1290 - 1362), humanistisch geleerde
- Gianbattista Troiani (1844-1927), beeldhouwer
- Sante Gaiardoni (1939-2023), wielrenner
- Ali Sowe (14 juni 1994), Gambiaans voetballer

## Externe link

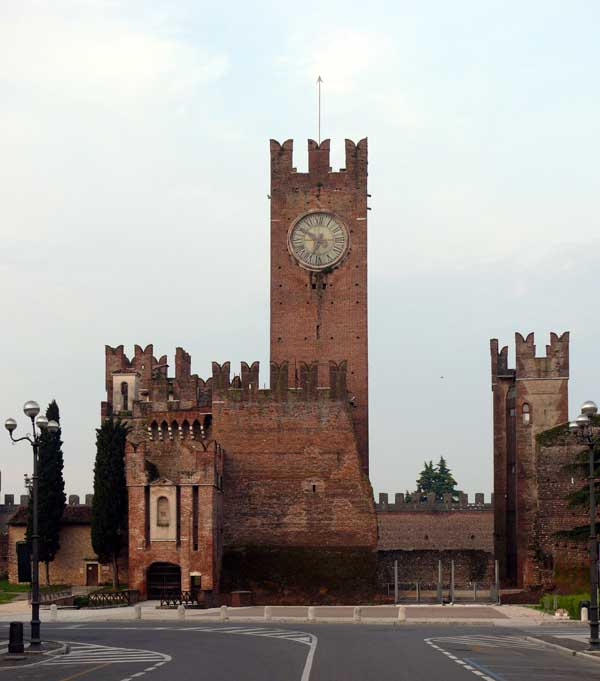
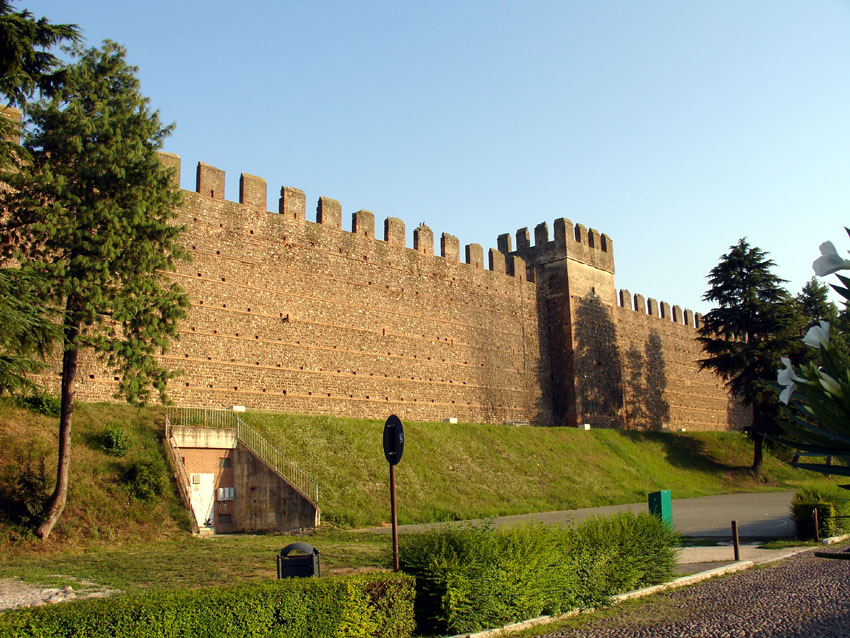
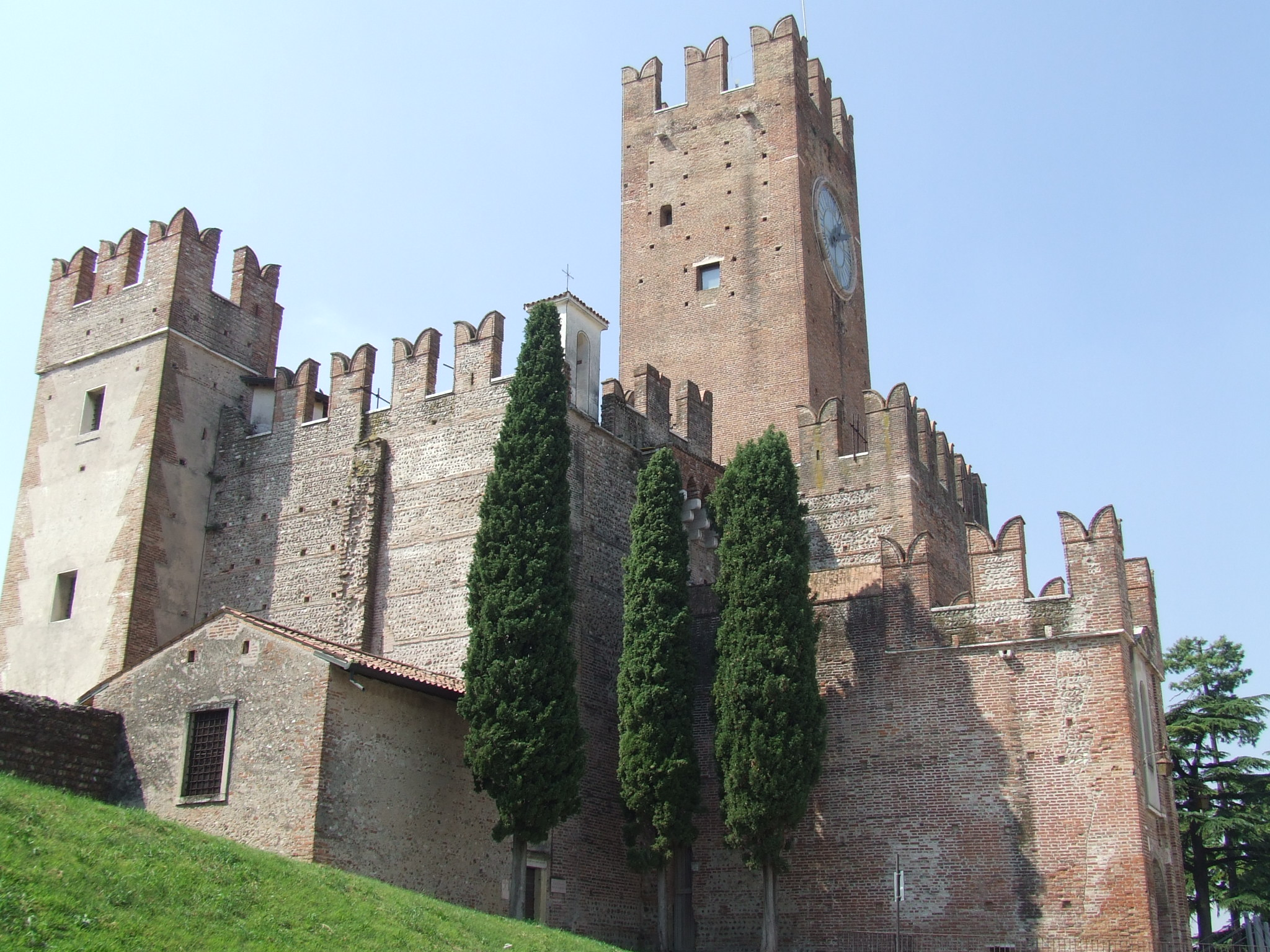
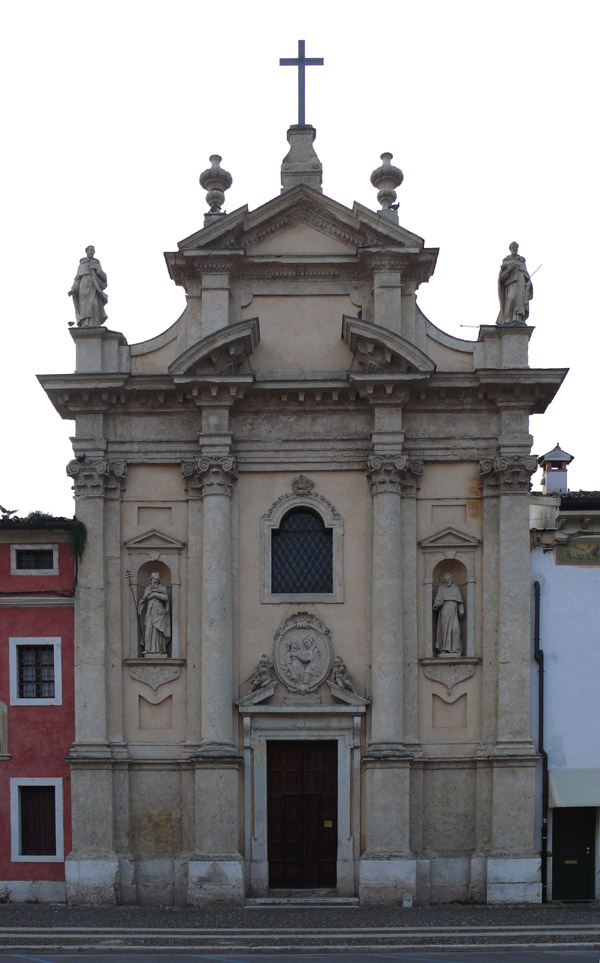
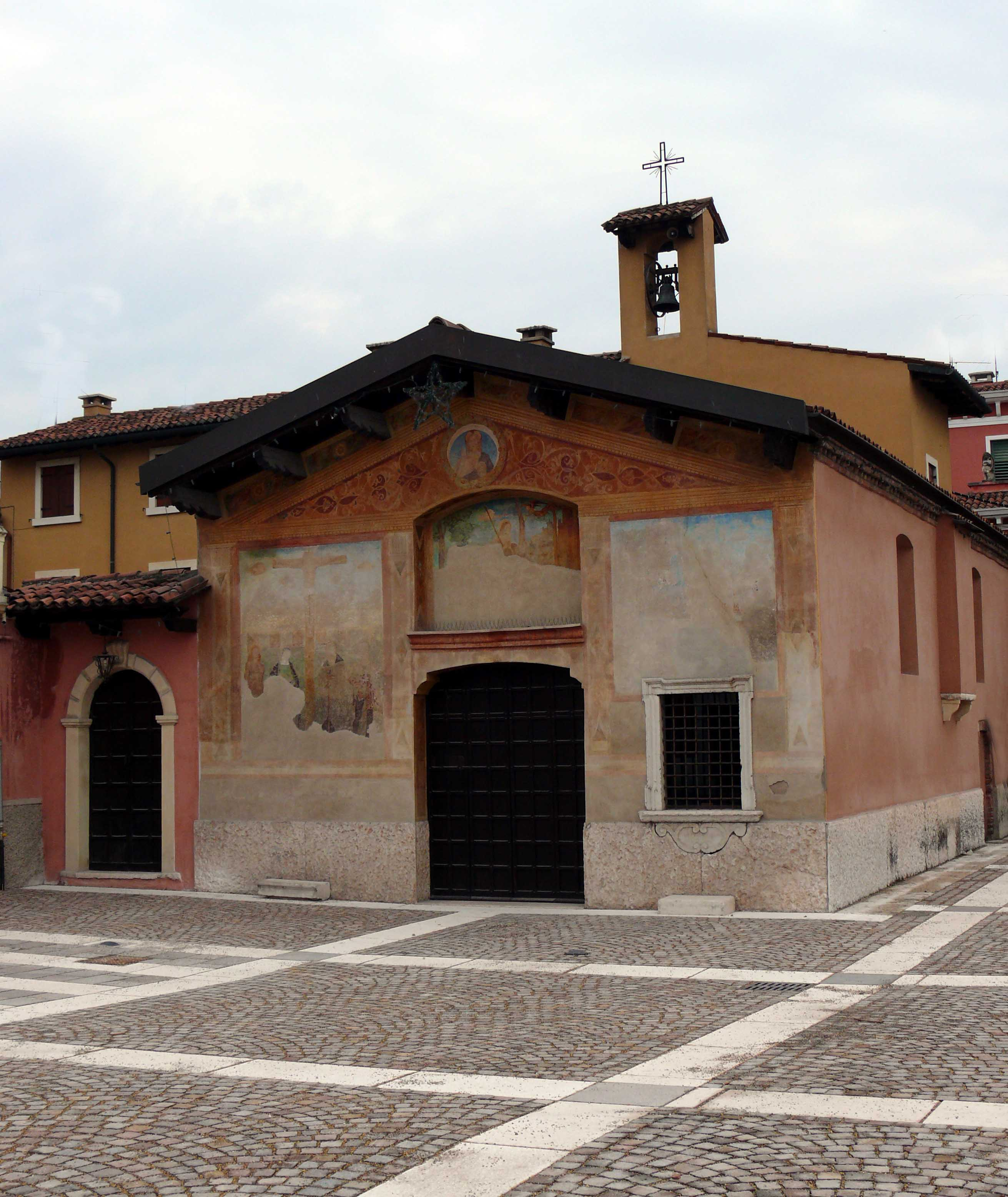
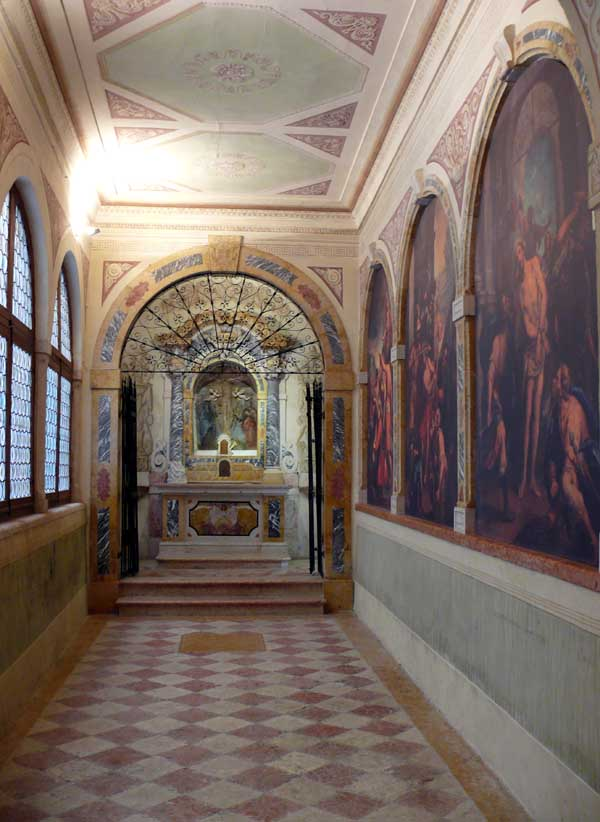
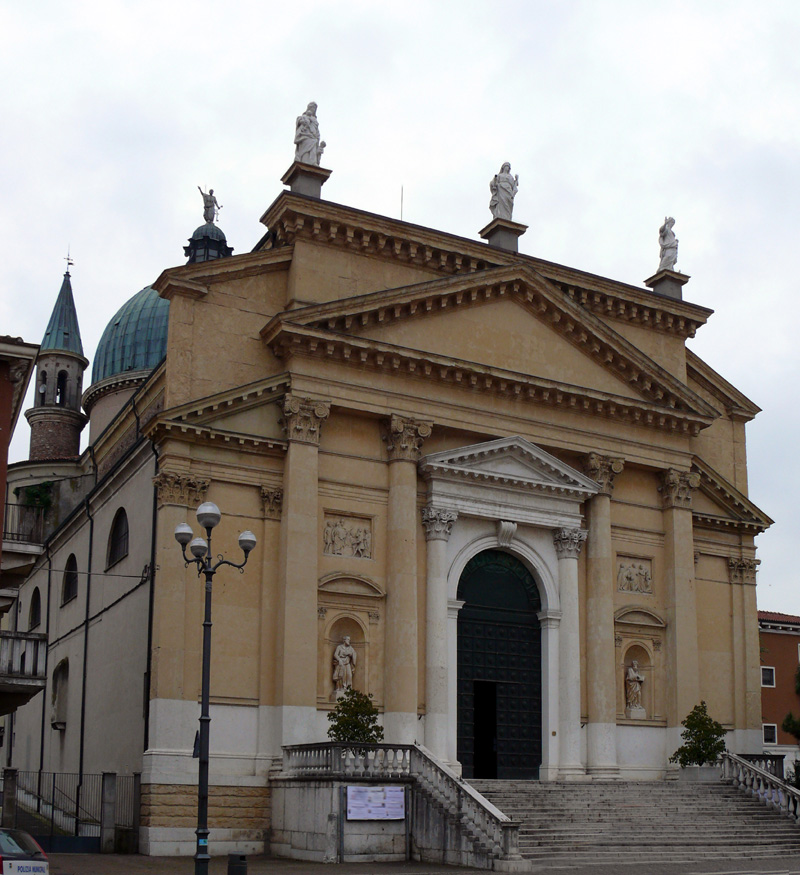
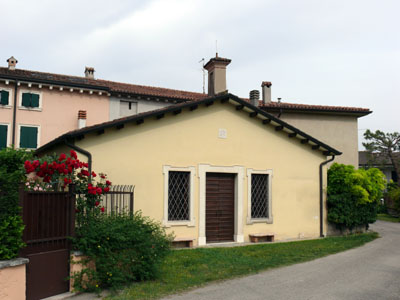
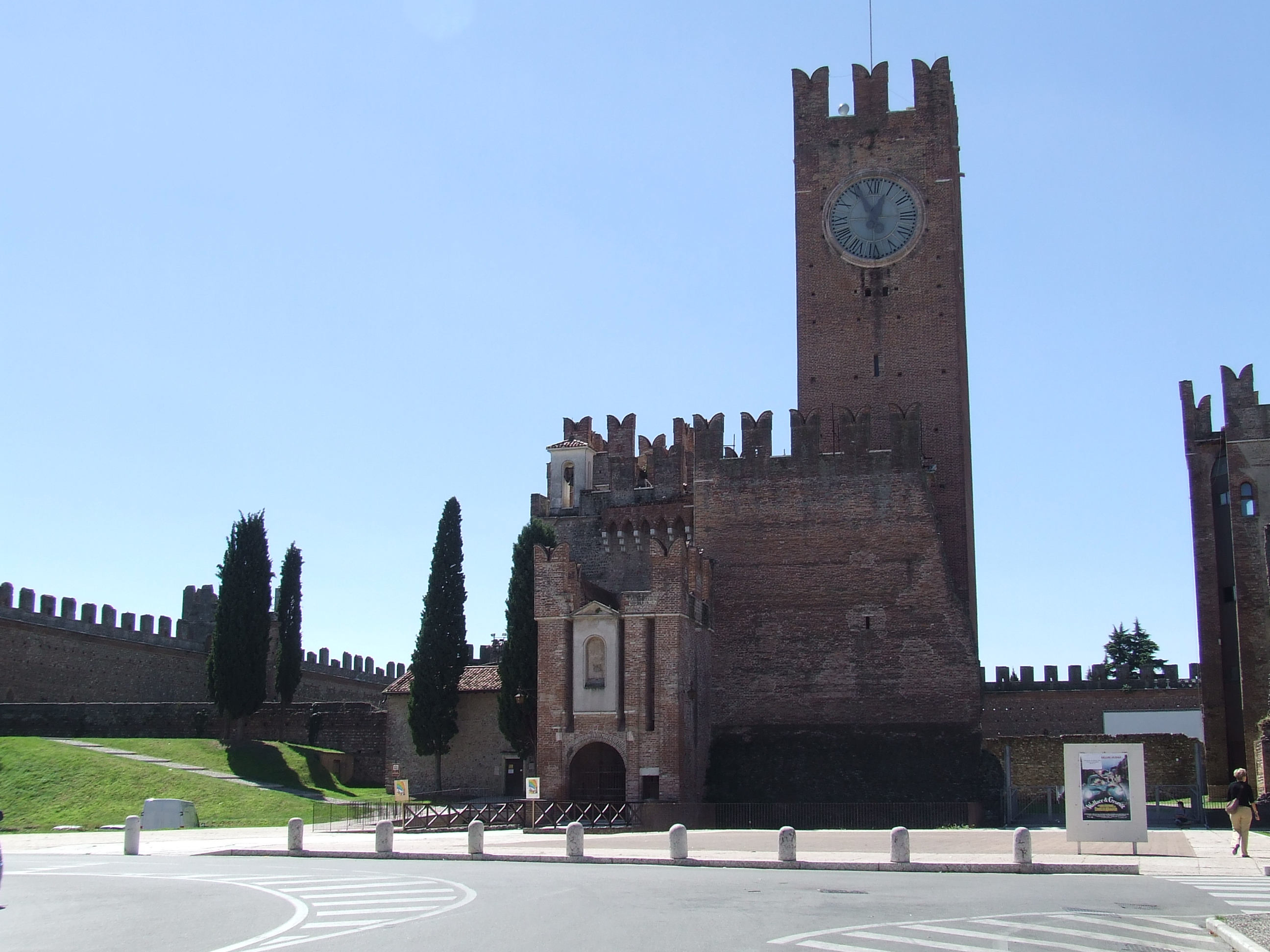
Castello Scaligero